# Charles François (Schauspieler)
Charles François (* 8. April 1882 als August Carl Müller in Kronstadt, Österreich-Ungarn, heute Rumänien; † 23. Dezember 1958 in Berlin) war ein deutscher Filmschauspieler.

## Leben und Wirken
August Carl Müller war ein Sohn des Berliner Zirkusartisten Gustav Müller und dessen Ehefrau Elise, geborene Georg, und wuchs auch im Zirkusumfeld auf. Vermutlich dort wurde Müller vom äußerst artisten- bzw. zirkusaffinen Schauspieler-Regisseur Harry Piel entdeckt und ab 1927 für seine Inszenierungen vor die Kamera geholt. In den kommenden vier Jahren setzte Piel den ehemaligen Artisten, der sich fortan Charles François nannte, mit Chargenrollen – zunächst oft als Kleinganove – in seinen actiongeladenen Unterhaltungsproduktionen ein.
Charles François deckte im Tonfilm die gesamte Rollenpalette subalterner Figuren ab: Bis Kriegsende 1945 sah man ihn besonders häufig als Kellner bzw. Ober (so auch in Mein Sohn, der Herr Minister, Gabriele eins, zwei, drei, Alarm in Peking, Die Umwege des schönen Karl, Geheimzeichen LB 17, Gastspiel im Paradies, Eine Nacht im Mai, Menschen, Tiere, Sensationen, Morgen werde ich verhaftet, Tip auf Amalia, Die drei Codonas, Ein Mann mit Grundsätzen? und auch in seinem letzten Film Der Mann, dem man den Namen stahl). Nach 1945 setzte Charles François seine Filmkarriere nicht mehr fort. Seit 1954 verwitwet, starb er 1958 in der Paulinenhaus-Krankenanstalt in Berlin-Charlottenburg.
Von 1915 bis zu ihrem Tod war Müller mit Erna Gnewikow verheiratet.

## Filmografie
- 1927: Sein größter Bluff
- 1928: Seine stärkste Waffe
- 1928: Mann gegen Mann
- 1928: Der gefesselte Polo
- 1929: Die Mitternachts-Taxe
- 1929: Männer ohne Beruf
- 1930: Achtung! – Auto-Diebe!
- 1931: Bobby geht los
- 1936: Waldwinter
- 1937: Mein Sohn, der Herr Minister
- 1937: Alarm in Peking
- 1937: Gasparone
- 1938: Die Umwege des schönen Karl
- 1938: Es leuchten die Sterne
- 1938: Eine Nacht im Mai
- 1938: Gastspiel im Paradies
- 1938: In geheimer Mission
- 1938: Menschen, Tiere, Sensationen
- 1939: Der Gouverneur
- 1939: Der Florentiner Hut
- 1939: Morgen werde ich verhaftet
- 1939: Heimatland
- 1939: Kitty und die Weltkonferenz
- 1939: Wir tanzen um die Welt
- 1939: Stern von Rio
- 1940: Tip auf Amalia
- 1940: Falstaff in Wien
- 1940: Die drei Codonas
- 1940: Kora Terry
- 1940: Die lustigen Vagabunden
- 1941: Ich klage an
- 1942: Die große Liebe
- 1942: G.P.U.
- 1942: Liebeskomödie
- 1942/44: Philharmoniker
- 1943: Titanic
- 1943: Ein Mann für meine Frau
- 1943: Ein Mann mit Grundsätzen?
- 1943/45: Kolberg
- 1944: Der Mann, dem man den Namen stahl